# Johann Janecek
Johann Janecek (* 6. Mai 1881 in Borová; † 24. Oktober 1932 in Wien) war ein österreichischer Politiker (SDAP) und Metallarbeiter. Er war von 1919 bis 1921 Abgeordneter zum Landtag von Niederösterreich und von 1927 bis 1932 Abgeordneter zum Nationalrat.
Nach dem Besuch der Volks- und Bürgerschule in Wien arbeitete Janecek als Metallarbeiter und wurde 1909 Kontrollor beim Verband der Krankenkassen Niederösterreichs. Er wirkte zudem als Vorstandsmitglied, Vorsitzender-Stellvertreter und ab 1924 als Obmann des
Metallarbeiterverbandes und hatte zwischen 1919 und 1927 das Amt des Vorsitzenden des Bundes freier Gewerkschaften inne. Er war zudem 
Präsident der Arbeiter-Krankenversicherungsanstalt und von 1919 bis 1927 Bezirksvorsteher von Wien-Brigittenau. Er vertrat die Sozialdemokratische Arbeiterpartei zudem vom 20. Mai 1919 bis zum 11. Mai 1921 im Niederösterreichischen Landtag (dem sogenannten Gemeinsamen Landtag von Niederösterreich), wobei er ab dem 10. November 1920 im Zuge der Trennungsphase Wiens von Niederösterreich der Kurie Wien angehörte und ab dem 30. Dezember 1920 Wiener Delegierter war. Danach war er vom 18. Mai 1927 bis zu seinem Ableben Abgeordneter zum Nationalrat (III. und IV. Gesetzgebungsperiode). 